# Marc André Brouillette
Pour les articles homonymes, voir Brouillette.
Marc André Brouillette, né en 1969, à Montréal (Canada), est un poète, écrivain et professeur d'université québécois.

## Biographie
Né en 1969, à Montréal, Marc André Brouillette détient un doctorat en études françaises de l’Université de Montréal et de l’Université Paris 3-Sorbonne nouvelle. Ayant d'abord enseigné la littérature et la création littéraire au Département d'études françaises de l'Université Concordia, il travaille présentement au Département d'études littéraires de l'Université du Québec à Montréal.

### Écriture
Depuis 1991, Marc André Brouillette publie des recueils de poésie, des livres d'artistes, des études sur la littérature, des préfaces et des articles sur divers sujets littéraires ou culturels. Il fait paraître des textes dans des ouvrages collectifs et des anthologies ainsi que dans des revues québécoises, américaines et européennes. Il assure également la direction de divers dossiers de revue qui portent sur l'écriture, la poésie et les arts. Il traduit aussi plusieurs poètes étrangers en provenance de l'Italie, de la Corée du Sud, de l'Allemagne, du Canada et de Pologne).
Participant à des lectures publiques, des colloques, des résidences d'écriture et à plusieurs événements littéraires, tant au Québec qu'à l'étranger, Marc André Brouillette a assisté aux Rencontres poétiques internationales de Bretagne, à la Biennale de la poésie de Saint-Quentin-en-Yvelines, au Festival international de poésie de Berlin, l’Encuentro de poetas del mundo latino (Mexique) ainsi qu'au Festival Internacional de Poesía de La Habana.
Récipiendaire du prix littéraire Desjardins en 1995 pour son recueil Carnets de Brigance (Noroît, 1994), du prix Louis-Guillaume 2005, prix du poème en prose (France) pour M'accompagne (Noroît, 1995), il a été finaliste du prix Émile-Nelligan en 2005 pour M'accompagne (Noroît, 1995).

### Autres activités
Coordonnateur des Événements Lectures au Centre des arts actuels SKOL (1994 à 1996) et membre du comité de rédaction de la revue québécoise Liberté (2000 à 2006), Marc André Brouillette s'intéresse aux points de rencontre entre la littérature, les arts visuels et l'art public. À cet effet, il est fondateur du site web bilingue plepuc.org qui accorde une importance particulière aux textes littéraires dans l'espace public.
En 2021, il a coréalisé avec l’artiste visuelle Manon de Pauw la vidéo où les mots, inspiré d’un poème extrait de son recueil La langue de ta langue (2021) et présenté en première mondiale au 40e Festival international des films sur l’art de Montréal.
Marc André Brouillette est membre de l'Union des écrivaines et des écrivains québécois depuis 1992.

## Œuvres

### Poésie
- Les champs marins, photographies de Yan Giguère, Saint-Lambert, Éditions du Noroît, 1991, 68 p.  (ISBN 2890182223)
- Carnets de Brigance, Montmagny, Éditions du Noroît, 1994, 74 p.  (ISBN 2890182878)[5]
- Vent devant, Montréal, Éditions du Noroît, 2001, 83 p.  (ISBN 2890184633)[6],[7]
- M'accompagne, Montréal, Éditions du Noroît, 2005, 91 p.  (ISBN 2890185478)[8]
- L'exil mauve, Montréal, La Courte Échelle, 2012, 33 p.  (ISBN 9782896952649)[9]
- Ta voix là, Montréal, Éditions du Noroît, 2015, 112 p.  (ISBN 9782890189409 et 9782890189416)[10]
- La langue de ta langue, Poèmes palimpsestes : Juarroz - Calveyra - Baron Supervielle - Borges, Montréal, Éditions du Noroît, 2021, 93 p.  (ISBN 9782897662806)[11]

### Livre d'artiste
- Aujard'in, les lointains, œuvres de Richard Deschênes, Montréal, Éditions Roselin, 2001, 1 volume (non paginé).  (ISBN 2921751224)
- Intimités, textes de Michelle Allen, Marc André Brouillette, Denise Desautels, Paul Chanel Malenfant; œuvres de Michel Côté.  (ISBN 9782921751407) et  (ISBN 2921751402)

### Essais
- Spatialité textuelle dans la poésie contemporaine. Gilles Cyr, Jean Laude et Anne-Marie Albiach, Québec, Éditions Nota bene, 2010, 295 p.  (ISBN 9782895183518)
- Des textes dans l'espace public / Words in Public Space, avec les textes de Louise Déry, Julie Faubert, Daniel Fiset, Rose-Marie E. Goulet, Julia Hains, Jonathan Lamy, Ken Lum, Suzanne Paquet, Christian Ruby et Sherry Simon, Outremont, Les Éditions du passage, 2014, 159 p.  (ISBN 9782922892987)
- La création littéraire en mouvement. Approches réflexives, Anthologie, Québec, Presses de l'Université du Québec, Collection Approches de l'imaginaire, 2020, 270 p.  (ISBN 9782760551039 et 2760551032)

## Prix et honneurs
- 1995 - Lauréat : Prix littéraire Desjardins, catégorie poésie, Carnets de Brigance[12]
- 1995 - Mention : Prix de la société des écrivains canadiens, Carnets de Brigance[13]
- 2005 - Lauréat : Prix Louis-Guillaume, Association Les Amis de Louis Guillaume (France), M’accompagne[12]
- 2005 - Finaliste : Prix littéraires du Gouverneur général, catégorie poésie, M'accompagne[14]
- 2005 - Finaliste : Prix Émile-Nelligan, M'accompagne[15]
- 2012 - Finaliste : Prix du Canada en sciences humaines, Spatialité textuelle dans la poésie contemporaine[16]